# Camille Riquier
Camille Riquier (7 maggio 1974) è un filosofo francese, docente nella Facoltà di Filosofia dell'Institut catholique de Paris.

## Biografia
Ha ottenuto l'agrégation in filosofia nel 2000 e nel 2007 ha difeso la sua tesi di dottorato all'Università di Parigi IV, intitolata Temps et méthode chez Bergson, prima di ottenere l'Habilitation à diriger des recherches (HDR) nel 2018. È stato professore, poi preside della facoltà di filosofia dell'Institut catholique de Paris3.
Ha pubblicato opere su Bergson, Péguy e Sartre.
Membro del comitato di redazione della rivista Esprit, ha anche pubblicato diversi articoli sul quotidiano Libération, in particolare rendendo omaggio al filosofo Jean-Louis Chrétien, al quale era molto legato.
È stato anche membro del comitato editoriale delle riviste Alter e Philosophie.
Nel 2010 ha ricevuto il Prix La Bruyère dall'Académie Française per il suo libro Archéologie de Bergson.
Nel 2020 è stato pubblicato il suo libro Nous ne savons plus croire (Non sappiamo più credere), riedito nel 2023 dalla PUF con una postfazione inedita.

## Opere
- Philosophie de Péguy: ou les mémoires d'un imbécile, PUF, 2017, 552 p. (ISBN 978-2130630678)[6].
- Nous ne savons plus croire, Desclée de Brouwer, 2020, 244 p. (ISBN 978-2220096605).
  - Réd. PUF, col. « Quadrige », format Kindle, 2023, 217 p., (ASIN B0CKZG6JQV).
- Archéologie de Bergson : Temps et métaphysique, PUF, 2021, 564 p. (ISBN 978-2130833086).
- Métamorphoses de Descartes: Le secret de Sartre, Gallimard, 2022, 336 p. (ISBN 978-2072900327)[7] · [8].
- Est-ce que tu sais ou est-ce que tu crois ?, Gallimard jeune, 2022, 48 p., 15 - 18 ans (ISBN 978-2075156813)[9].